# Molèdes
Molèdes é uma comuna francesa na região administrativa de Auvérnia-Ródano-Alpes, no departamento de Cantal. Estende-se por uma área de 23,33 km². Em 2010 a comuna tinha 89 habitantes (densidade: 3,8 hab./km²).